# Astochia tiwarii
Astochia tiwarii är en tvåvingeart som beskrevs av Joseph och Parui 1981. Astochia tiwarii ingår i släktet Astochia och familjen rovflugor. Inga underarter finns listade i Catalogue of Life.